# 塞亞卡鄉 (奧爾特縣)
44°10′N 24°45′E / 44.167°N 24.750°E
塞亞卡鄉（羅馬尼亞語：Comuna Seaca, Olt），是羅馬尼亞的鄉份，位於該國南部，由奧爾特縣負責管轄，處於布加勒斯特以西110公里，每年平均降雨量970毫米，海拔高度121米，2007年人口2,114。